# Jaime Oncins
Jaime Oncins (* 16. Juni 1970 in São Paulo) ist ein ehemaliger brasilianischer Tennisspieler.

## Leben
Oncins, der 1988 Tennisprofi wurde, spielte zunächst nur auf Turnieren in seinem Heimatland. 1989 gewann er sowohl seinen ersten Einzeltitel als auch seinen ersten Doppeltitel auf der ATP Challenger Tour, im darauf folgenden Jahr gewann er zwei weitere Challenger-Turniere. 1991 gewann er in seiner Heimatstadt an der Seite von Andrés Gómez seinen ersten Doppeltitel auf der ATP World Tour. Er stand dort zudem im Einzelfinale, verlor jedoch gegen Jordi Arrese. Seine beiden ATP-Einzeltitel errang er 1992 bei den Turnieren in Bologna und Búzios. Insgesamt gewann er in seiner Karriere fünf Doppeltitel. Seine beste Notierung in der Tennis-Weltrangliste erreichte er 1993 mit Position 34 im Einzel sowie 2000 mit Rang 22 im Doppel.
Sein bestes Einzelergebnis bei einem Grand-Slam-Turnier war der Einzug 1992 ins Achtelfinale der French Open. In der Doppelkonkurrenz stieß er zwei Mal ins Halbfinale der French Open vor. Zudem stand er 2001 mit Paola Suárez im Mixedfinale der French Open, dort unterlagen sie Virginia Ruano Pascual und Tomás Carbonell.
Oncins spielte zwischen 1991 und 2001 20 Einzel- sowie 17 Doppelpartien für die brasilianische Davis-Cup-Mannschaft. Sein größter Erfolg mit der Mannschaft war das Erreichen des Halbfinales der Weltgruppe 2000, wobei er jeweils im Doppel zum Einsatz kam. An der Seite von Gustavo Kuerten gewann er seine Doppel gegen Nicolas Escudé und Cédric Pioline in der ersten Runde sowie gegen Dominik Hrbatý und Karol Kučera im Viertelfinale. Bei der 0:5-Halbfinalniederlage gegen Australien unterlagen sie Sandon Stolle und Mark Woodforde in drei Sätzen, die jeweils im Tie-Break entschieden wurden.
Bei den Olympischen Spielen 1992 trat er für Brasilien im Einzel und im Doppel an. Er erreichte das Viertelfinale, in dem er Andrej Tscherkassow unterlag. Mit seinem Partner Luiz Mattar schied er dagegen bereits in der ersten Runde aus. Bei den Olympischen Spielen in Sydney trat er nur im Doppel an. Erneut kam er, diesmal an der Seite von Gustavo Kuerten, nicht über die erste Runde hinaus.

## Erfolge
| Legende (Anzahl der Siege)    |
| Grand Slam                    |
| Tennis Masters Cup            |
| ATP Masters Series            |
| ATP International Series Gold |
| ATP International Series (7)  |

| Titel nach Belag |
| Hartplatz (2)    |
| Sand (5)         |
| Rasen (0)        |
| Teppich (0)      |

### Einzel

#### Turniersiege
| Nr. | Datum            | Turnier | Belag     | Finalgegner          | Ergebnis |
| --- | ---------------- | ------- | --------- | -------------------- | -------- |
| 1.  | 18. Mai 1992     | Bologna | Sand      | Renzo Furlan         | 6:2, 6:4 |
| 2.  | 2. November 1992 | Búzios  | Hartplatz | Luis-Enrique Herrera | 6:3, 6:2 |

#### Finalteilnahmen
| Nr. | Datum             | Turnier   | Belag     | Finalgegner        | Ergebnis      |
| --- | ----------------- | --------- | --------- | ------------------ | ------------- |
| 1.  | 3. November 1991  | Búzios    | Hartplatz | Jordi Arrese       | 6:1, 4:6, 0:6 |
| 2.  | 10. November 1991 | São Paulo | Hartplatz | Christian Miniussi | 6:2, 3:6, 4:6 |
| 3.  | 15. November 1992 | São Paulo | Hartplatz | Luiz Mattar        | 1:6, 4:6      |

### Doppel

#### Turniersiege
| Nr. | Datum            | Turnier      | Belag     | Partner           | Finalgegner                          | Ergebnis |
| --- | ---------------- | ------------ | --------- | ----------------- | ------------------------------------ | -------- |
| 1.  | 4. November 1991 | São Paulo    | Hartplatz | Andrés Gómez      | Jorge Lozano Cássio Motta            | 7:5, 6:4 |
| 2.  | 22. Februar 1993 | Mexiko-Stadt | Sand      | Leonardo Lavalle  | Horacio de la Peña Jorge Lozano      | 7:6, 6:4 |
| 3.  | 22. März 1999    | Casablanca   | Sand      | Fernando Meligeni | Massimo Ardinghi Vincenzo Santopadre | 6:2, 6:3 |
| 4.  | 7. Juni 1999     | Meran        | Sand      | Lucas Arnold Ker  | Marc-Kevin Goellner Eric Taino       | 6:4, 7:6 |
| 5.  | 19. Juli 1999    | Stuttgart    | Sand      | Daniel Orsanic    | Aleksandar Kitinov Jack Waite        | 6:2, 6:1 |

#### Finalteilnahmen
| Nr. | Datum          | Turnier    | Belag     | Partner        | Finalgegner                    | Ergebnis       |
| --- | -------------- | ---------- | --------- | -------------- | ------------------------------ | -------------- |
| 1.  | 6. Januar 1991 | Wellington | Hartplatz | John Letts     | Luiz Mattar Nicolás Pereira    | 6:4, 6:7, 2:6  |
| 2.  | 5. Mai 1991    | Madrid     | Sand      | Luiz Mattar    | Gustavo Luza Cássio Motta      | 0:6, 5:7       |
| 3.  | 26. Mai 1991   | Bologna    | Sand      | Luiz Mattar    | Luke Jensen Laurie Warder      | 4:6, 6:7       |
| 4.  | 8. August 1993 | Prag       | Sand      | Jorge Lozano   | Hendrik Jan Davids Libor Pimek | 3:6, 6:7       |
| 5.  | 6. Mai 2001    | München    | Sand      | Daniel Orsanic | Petr Luxa Radek Štěpánek       | 7:5, 2:6, 6:75 |
| 6.  | 26. Mai 2001   | St. Pölten | Sand      | Daniel Orsanic | Petr Pála David Rikl           | 3:6, 7:5, 5:7  |

### Mixed

#### Finalteilnahmen
| Nr. | Datum         | Turnier     | Belag | Partnerin    | Finalgegner                            | Ergebnis |
| --- | ------------- | ----------- | ----- | ------------ | -------------------------------------- | -------- |
| 1.  | 10. Juni 2001 | French Open | Sand  | Paola Suárez | Tomás Carbonell Virginia Ruano Pascual | 5:7, 3:6 |